# (37544) 1981 EY16
(37544) 1981 EY16 est un astéroïde de la ceinture principale d'astéroïdes découvert en 1981.

## Description
(37544) 1981 EY16 a été découvert le 6 mars 1981 à l'observatoire de Siding Spring, situé près de Coonabarabran, en Nouvelle-Galles du Sud, en Australie, par Schelte J. Bus.

### Caractéristiques orbitales
L'orbite de cet astéroïde est caractérisée par un demi-grand axe de 2,31 ua, un périhélie de 1,95 ua, une excentricité de 0,15 et une inclinaison de 3,24° par rapport à l'écliptique. Du fait de ces caractéristiques, à savoir un demi-grand axe compris entre 2 et 3,2 ua et un périhélie supérieur à 1,666 ua, il est classé, selon la JPL Small-Body Database, comme objet de la ceinture principale d'astéroïdes.

### Caractéristiques physiques
(37544) 1981 EY16 a une magnitude absolue (H) de 15,4 et un albédo estimé à 0,080.